# Aetholagynodes stupendus
Aetholagynodes stupendus är en stekelart som först beskrevs av Paul Dessart 1987.  Aetholagynodes stupendus ingår i släktet Aetholagynodes och familjen trefåresteklar. Inga underarter finns listade i Catalogue of Life.